# Leslie Bassett
Leslie Raymond Bassett (* 23. Januar 1923 in Hanford, Kalifornien; † 4. Februar 2016 in Oakwood, Georgia) war ein US-amerikanischer Komponist. Er wurde 1966 mit dem Pulitzer-Preis ausgezeichnet.

## Leben
Bassett wurde 1923 als Sohn von Archibald und Vera Bassett in Hanford geboren. Er wuchs in Fresno und Madera auf. Bereits als Schüler nahm er Klavier- und Trompetenunterricht. Mit einem Stipendium studierte er an der California State University, Fresno. Im Zweiten Weltkrieg diente er als Posaunist in der 13th Armored Division Band, auch auf dem europäischen Kontinent. Nach 1945 setzte er seine Studien in Komposition bei Arthur Bedahl und Miriam Withrow bis zum Bachelor of Music fort. Danach studierte er bei Ross Lee Finney und Homer Keller an der University of Michigan in Ann Abor. 1949 erlangte er einen Master und 1956 einen Doctor of Music.
Von 1950 bis 1951 studierte er als Fulbright-Stipendiat bei Arthur Honegger an der École Normale de Musique de Paris sowie privat bei Nadia Boulanger. Es folgten später Studien bei Mario Davidovsky in Elektronischer Musik und bei Robert Gerhard in Michigan. Von 1950 bis 1951 arbeitete er als Musiklehrer in Fresno. 1952 wurde er Dozent an der University of Michigan. 1970 übernahm er die Leitung der Kompositionsabteilung der Universität (Albert A. Stanley Distinguished University Professor of Music) und gründete das Electronic Music Studio ebenda. Von 1961 bis 1963 hielt er sich in der American Academy in Rome auf. 1966 erhielt er den Pulitzer-Preis für Variations for Orchestra, welche 1963 vom RAI National Symphony Orchestra unter Ferruccio Scaglia zur Uraufführung gebracht wurden. Die US-amerikanische Erstaufführung erfolgte durch das Philadelphia Orchestra unter Eugene Ormandy. 1966 folgte der Beitrag bei der Tribune internationale des compositeurs der UNESCO in Paris. Das  Radio-Orchester Zürich unter Jonathan Sternberg zeichnete das Werk auf.
Von 1973 bis 1974 lebte er im kalifornischen Montalvo und im italienischen Bellagio. Seine Komposition Sextet for Piano and Strings wurde 1974 von der Walter W. Naumburg Foundation ausgezeichnet und vom Juilliard String Quartet in der Library of Congress aufgeführt. Das Projekt Echoes from an Invisible World, gefördert durch die National Endowment for the Arts, wurde von den sechs wichtigsten Orchestern der USA dargeboten und vom Baltimore Symphony Orchestra unter Sergiu Comissiona aufgenommen. 1980 repräsentierte er die USA auf den World New Music Days der Internationalen Gesellschaft für Neue Musik in Tel Aviv.
Im Jahr 1988 war er Composer in Residence an der University of Southern California und University of Redlands. 1990 wirkte er als Gastkomponist an der Harvard University, der Northeastern University, der University of Massachusetts, der Tufts University, der University of California, Berkeley und des Baldwin-Wallace College. Sein Concerto for Orchestra wurde 1992 durch das Detroit Symphony Orchestra unter Neeme Järvi uraufgeführt. Die Stadt Boston veranstaltete im März 1990 eine Leslie Bassett Week. 
Die Edition Peters verlegt mehrheitlich seine Werke.

## Preise und Auszeichnungen
- 1950: Fulbright-Stipendium
- 1961: Prix de Rome der American Academy in Rome
- 1963: Prix de Rome der American Academy in Rome
- 1966: Pulitzer-Preis für Musik
- 1971: Koussevitsky Music Foundation Commission
- 1973: Guggenheim-Stipendium der John-Simon-Guggenheim-Gedächtnis-Stiftung
- 1974: Naumburg Recording Award der Walter W. Naumburg Foundation
- 1978: Distinguished Alumnus Award der California State University, Fresno
- 1980: Guggenheim-Stipendium der John-Simon-Guggenheim-Gedächtnis-Stiftung
- 1980: Citation of Merit der University of Michigan School of Music Alumni Society
- 1981: Distinguished Artist Award des Michigan Council for the Arts
- 1981: Mitglied der American Academy of Arts and Letters
- 1984: Henry Russell Lecturer der University of Michigan
- 1991: Koussevitsky Music Foundation Commission

## Schüler
Zu seinen Schülern gehören Andy Brick, Evan Chambers, Robin Cox, Arthur Gottschalk, Sean Hickey, Gabriela Lena Frank, John Anthony Lennon, Gerald Near, Joseph Pehrson und Richard Toensing.